# Гарван (Силістринська область)
Га́рван (болг. Гарван) — село в Силістринській області Болгарії. Входить до складу общини Ситово.

## Населення
За даними перепису населення 2011 року у селі проживали 349 осіб.
Національний склад населення села:
| Національність   | Кількість осіб | Відсоток |
| ---------------- | -------------- | -------- |
| болгари          | 340            | 97,4%    |
| турки            | 0              | 0%       |
| цигани           | 0              | 0%       |
| інша             | 9              | 2,6%     |
| не визначились   | 0              | 0%       |
| Всього відповіли | 349            |          |

Розподіл населення за віком у 2011 році:
Динаміка населення: